# Lond Daer
En el universo imaginario de J. R. R. Tolkien y en la obra Cuentos inconclusos de Númenor y la Tierra Media, Lon Daer es el gran puerto númenóreano del occidente de la Tierra Media. Fundado por Tar-Aldarion el Navegante en el siglo VIII de la Segunda Edad del Sol, en la desembocadura de río Aguada Gris, en la región de Enedwaith. Se estima que durante su esplendor a alcanzó los 10000 habitantes.

## Historia
Originalmente llamado Vinyalondë, palabra quenya que significa «puerto nuevo», fue construido originalmente con el objetivo de tener un primer asentamiento en el oeste de la Tierra Media y explorar tierra adentro en busca de riquezas. Pero luego y dada la necesidad de madera de Númenor para la construcción de barcos se lo usó para el transporte de madera y se construyó un astillero para la producción de los mismos.
Los gwathuirim, habitantes originales de la región de Enedwaith y Minhiriath, se mostraron poco dispuestos a aceptar a los númenóreanos, pues estos iniciaron una tala indiscriminada que puso en riesgo su supervivencia; por lo que el puerto fue muchas veces atacado e incendiado. Sólo cuando se constituyó en una importante base militar, los pueblos originarios fueron obligados a dispersarse y cesó la agresión, hasta la guerra de Eregion.
En 1693 S. E., con el comienzo de la guerra entre Sauron y los Noldor por el dominio de Eriador, Lon Daer, palabra sindarin que significa «gran puerto», como lo llamaron luego los númenóreanos, se transformó en un punto estratégico en esa guerra. Sauron intentó destruirlo en varias oportunidades, pero al no tener fuerza suficiente para enfrentar la fortaleza que guardaba el puerto se tuvo que contentar con incursiones en las cercanías, quemando y destruyendo árboles e instalaciones. En el año 1700 S. E. Tar-Minastir, undécimo rey de Númenor, envió a la Tierra Media una poderosa flota para luchar contra Sauron en la guerra; y una parte de ella comandada por Ciryatur ancló en Lon Daer y luego remontó el Gwathló hasta Tharbad, en donde junto a Gil-Galad derrotaron a Sauron y lo expulsaron de Eriador. Luego de la guerra, al puerto se lo llamó Lon Daer Enedh, «gran puerto del medio», por encontrarse entre Pelargir y Lindon.
En la Tercera Edad del Sol, Gondor y Arnor mantuvieron el puerto por su importancia estratégica, fue restaurado y preparado para evitar los ataques por mar de los númenóreanos negros. Cuando la decadencia de Arnor y la Gran Peste que asoló Gondor en 1636 T. E., el puerto perdió importancia entrando en decadencia hasta transformarse en un puerto de pescadores. Durante la Cuarta Edad del Sol, con el establecimiento del Reino Unificado  el puerto volvió a crecer en importancia y población como el principal puerto del restaurado Arnor.